# Osem
Osem Investments Ltd. é um Grupo empresarial alimentício israelense, sediado em Shoham. A Osem Investments Limited, juntamente com suas subsidiárias, desenvolve, fabrica, vende, comercializa e distribui alimentos em Israel, Europa e Estados Unidos. O departamento de alimentos da empresa produz massas, sopas, assados, molhos, shakeei marak, produtos enlatados, pratos prontos, substitutos da carne e saladas. O departamento de padaria, bebidas, lanches e cereais para café da manhã produzem: produtos de panificação, biscoitos, bolos, biscoitos, café instantâneo, cápsulas de café, xarope de bebidas, chocolate quente, cereais para pequeno-almoço, barras de cereais e lanches com : trigo, amendoim, batata e milho. O departamento internacional da empresa fabrica alimentos congelados e refrigerados, entre eles as saladas da marca Tribe. O departamento de alimentos para crianças produz produtos de nutrição infantil, cereais para bebés, purê, biscoitos e macarrão para crianças. O departamento de presentes da empresa fabrica produtos que são vendidos em locais como: hotéis, cafés, restaurantes, empresas de restauração e nas lojas. O departamento de serviços produz chá, sorvete, alimentos para animais e outros produtos. A empresa foi fundada em 1942, e sua sede está em Shoham, Israel. A Osem Investments Limited atua como subsidiária da Nestlé.

## História
A companhia foi estabelecida em 1942.